# 1627년
1627년은 금요일로 시작하는 평년이다.

## 연호
- 명(明) 천계(天啓) 7년
- 후금(後金) 천총(天聰) 원년
- 일본(日本) 간에이(寛永) 4년
- 후 레 왕조(後黎朝) 빈또(永祚) 9년

## 기년
- 류큐(琉球) 쇼호왕(尚豊王) 7년
- 명(明) 희종 천계제(熹宗 天啓帝) 7년
- 후금(後金) 태종 천총가한(太宗 天聰可汗) 원년
- 조선(朝鮮) 인조(仁祖) 5년
- 후 레 왕조(後黎朝) 신종(神宗) 9년

## 사건
- 3월 1일 - 정묘호란 발발.
- 오록스 멸종

## 탄생
- 1월 25일 - 아일랜드의 과학자 로버트 보일. (~1691년)

### 미상
- 조선의 왕족, 덕흥대원군의 증손 한평수. (~?)

## 사망
- 8월 27일 - 조선의 문신 한준겸.